# Viorne lantane
Viburnum lantana
Espèce
Classification phylogénétique
Statut de conservation UICN

 LC  : Préoccupation mineure

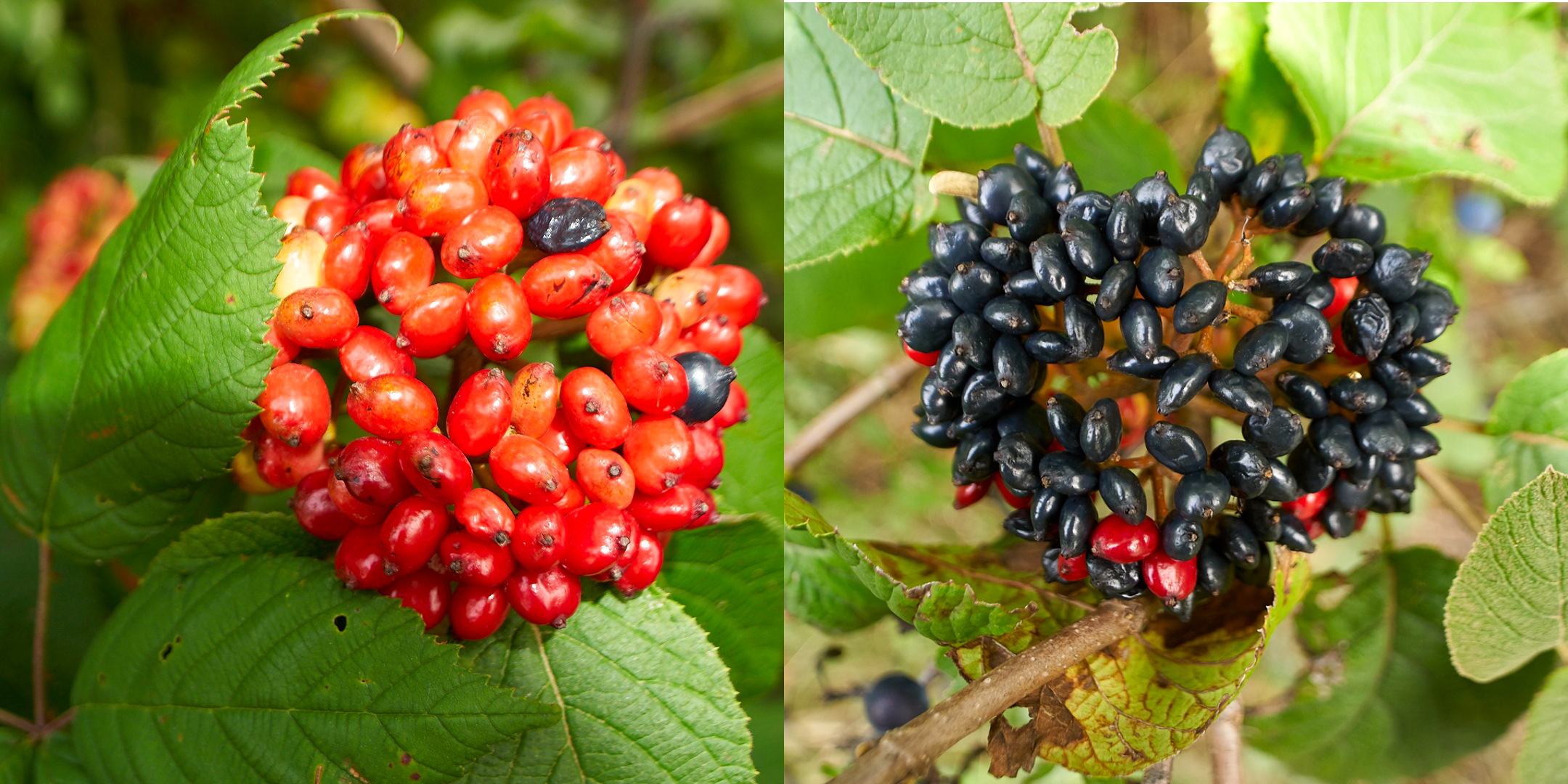
Viorne lantane aux fruits rouges, non mûrs et noirs mûrs simultanés

Viburnum lantana, la Viorne lantane , lantane, Viorne mancienne, mancienne ou cochène, viorne flexible, est un arbuste de 4 à 5 mètres de hauteur.

## Description
Ses feuilles opposées caduques de 6-13 cm de long et 4-9 cm de large sont ovales, finement dentées, à face supérieure lisse et brillante et inférieure duveteuse grise.
Les fleurs blanc-crème de 5 mm forment en avril-juin des inflorescences en corymbes denses, courtement pédonculées.
Les fruits de 8 mm de long sont des baies ovales rouges puis noires à maturité contenant une seule graine ; il est fréquent d'observer des fruits jaunes, rouges et noirs sur la même infrutescence, car les fruits ne mûrissent pas à la même vitesse.
C'est une plante des bois clairs et des broussailles sur sol calcaire ne dépassant pas 1 600 m. Jusque dans les années 1940, les tiges très flexibles  de cet arbuste, appelé puingne en picard du Beauvaisis,  servaient à faire des liens pour les fagots et le chaume des toitures.
Phlyctidobia solmsii est un insecte diptère qui provoque des galles sur les feuilles de la Viorne lantane.

## Propriétés
Les fruits (rouges puis noirs lorsqu'ils sont mûrs) sont toxiques.  Ils provoquent une irritation buccale et des troubles gastriques.[citation nécessaire]
La Viorne lantane, par ses fleurs blanches et ses fruits rouges, est très décorative, mais elle dégage une odeur désagréable d'excrément, ce qui limite son utilisation (même son bois sec est reconnaissable à son odeur lorsqu'on le scie).

## Culture et utilisation
On l'utilise souvent comme plante ornementale pour ses fleurs et ses baies. 
La viorne pousse mieux sur un sol alcalin.
Il en existe différents cultivars dont l'Aureum qui donne des feuilles jaunes au printemps.

## Utilisations

### Usages alimentaires
Le fruit mur (noir) en fin d'été a un « délicat goût de pruneau » mais il ne faut point en abuser, car, absorbé en grande quantité, il peut provoquer des vomissements et est laxatif (diarrhées). 
Il peut être consommé en confiture, mais son noyau et sa faible quantité de pulpe ne favorisent pas cet usage. 

### Vannerie
Les jeunes branches et les pousses, de couleur brun clair, souples, sont utilisées en vannerie. 
Elles servaient aussi autrefois à faire des liens.